# Liste der Baudenkmale in Bienenbüttel
In der Liste der Baudenkmale in Bienenbüttel sind alle Baudenkmale der niedersächsischen Gemeinde Bienenbüttel aufgelistet. Die Quelle der IDs und der Beschreibungen ist der Denkmalatlas Niedersachsen. Der Stand der Liste ist der 7. November 2021.

## Allgemein
In den Spalten befinden sich folgende Informationen:
- Lage: die Adresse des Baudenkmales und die geographischen Koordinaten. Kartenansicht, um Koordinaten zu setzen. In der Kartenansicht sind Baudenkmale ohne Koordinaten mit einem roten Marker dargestellt und können in der Karte gesetzt werden. Baudenkmale ohne Bild sind mit einem blauen Marker gekennzeichnet, Baudenkmale mit Bild mit einem grünen Marker.
- Bezeichnung: Bezeichnung des Baudenkmales
- Beschreibung: die Beschreibung des Baudenkmales. Unter § 3 Abs. 2 NDSchG werden Einzeldenkmale und unter § 3 Abs. 3 NDSchG Gruppen baulicher Anlagen und deren Bestandteile ausgewiesen.
- ID: die Objekt-ID des Baudenkmales
- Bild: ein Bild des Baudenkmales, ggf. zusätzlich mit einem Link zu weiteren Fotos des Baudenkmals im Medienarchiv Wikimedia Commons. Wenn man auf das Kamerasymbol klickt, können Fotos zu Baudenkmalen aus dieser Liste hochgeladen werden:

## Bienenbüttel

### Einzeldenkmal in Bienenbüttel
| Lage                                            | Bezeichnung                      | Beschreibung | ID       | Bild           |
| ----------------------------------------------- | -------------------------------- | --- | -------- | -------------- |
| Am Kirchplatz 53° 8′ 32″ N, 10° 29′ 28″ O       | St. Michaelis                    | Die Kirche wurde 1837 anstelle eines Vorgängerbaues erbaut, der quadratische Turm an der Südseite wurde 1907 hinzugefügt. Es ist ein Saalbau mit einem Walmdach. Der Architekt war Ludwig Hellner. Die Fassade hat an der Längsseite fünf Achsen und an der Schmalseite drei Achsen. An der Südseite befindet sich ein Portal, davor eine Freitreppe. Die Ausstattung im Inneren stammt aus der Bauzeit. | 31085145 | Weitere Bilder |
| Am Kirchplatz 53° 8′ 32″ N, 10° 29′ 28″ O       | Kirchhof                         | In der Mitte des nahezu runden, mit Bäumen bestandenen und durch eine Stützmauer von den Straßen abgesetzten Kirchhofes, steht in Nord-Süd-Richtung die Kirche. Die Freitreppe an der Südseite des Kirchhofes wird durch das Kriegerdenkmal geteilt, das aus einem hohen Feldsteinpostament mit einem liegenden Löwen besteht.                                                                           | 31086059 | BW             |
| Niendorfer Straße 2 53° 8′ 31″ N, 10° 29′ 30″ O | Ehemalige Vogtei                 | Vierständerbau mit Vorschauer unter Vollwalmdach in Ziegeldeckung. Ehemaliger Wirtschaftsteil, zu Wohnzwecken umgebaut und aufgestockt. Ehemals unter Halbwalm. Straßenseitiges Fachwerk erneuert. Errichtet 1659 (i) als Vogteigebäude, Aufstockung 1924. | 31085166 | BW             |
| Am Kirchplatz 6 53° 8′ 33″ N, 10° 29′ 26″ O     | Pfarrhaus                        | Eingeschossiger Fachwerkbau mit Backsteinausfachungen unter Halbwalmdach in Hohlpfannendeckung. Über dem Flett beidseitig je ein Zwerchhaus. Entworfen als Pfarrhaus von Landbaumeister Christian Ludwig Ziegler 1786. | 31085184 | BW             |
| Am Kirchplatz 10 53° 8′ 31″ N, 10° 29′ 25″ O    | Ehemaliges Schul- und Küsterhaus | Traufständiger eingeschossiger Fachwerkbau unter Halbwalmdach in Ziegelpfannendeckung. Straßenseitig kleiner Zwerchgiebel. Erbaut als Schul- und Küsterhaus 1850. | 31085201 | BW             |
| Stille Heide 53° 8′ 28″ N, 10° 28′ 34″ O        | Friedhofskapelle                 | Einschiffige Saalkirche unter ziegelgedecktem Satteldach. Gotisierender Backsteinbau. Erbaut durch Architekt Hans Haentzsche (Lichtenhorst) 1928. | 31085221 | BW             |
| Ladestraße 3 53° 8′ 29″ N, 10° 29′ 11″ O        | Wohnhaus                         | abgerissen |          | BW             |
| Uelzener Straße 6 53° 8′ 28″ N, 10° 29′ 30″ O   | Wohnhaus                         | Zweigeschossiges giebelständiges Fachwerkgebäude mit Backsteinausfachungen unter Halbwalmdach in gedämpfter Doppelmuldenfalzziegeldeckung. Errichtet 1769 (i). Verlängert und aufgestockt um 1900. | 31085256 | BW             |

## Bardenhagen

### Einzeldenkmal in Bardenhagen
| Lage                                              | Bezeichnung                               | Beschreibung | ID                              | Bild |
| ------------------------------------------------- | ----------------------------------------- | --- | ------------------------------- | ---- |
| Bardenhagener Straße 3 53° 8′ 7″ N, 10° 24′ 14″ O | Ehemaliges Gutshaus                       | Zweigeschossiger traufständiger Bau an der Straße von Ebstorf nach Lüneburg auf unregelmäßigem Grundriss. Hohes massives Erdgeschoss in Backstein, Obergeschosse in Zierfachwerk unter Halbwalmdach in Doppelmuldenfalzziegeldeckung. Abschluss des Daches mit Treppengiebel nach Norden. Dreigeschossiger Turmrisalit an der straßenseitigen Westfassade mit Schiefereindeckung. Hölzerne Innenausstattung mit Wandmalereien. Architekt: Wilhelm Matthies, Bardowick. 1908(i). | 31085071                        |      |
| Bardenhagener Straße 5 53° 8′ 7″ N, 10° 24′ 18″ O | Ehemaliges Verwalterhaus, mit Baumbestand | Zweigeschossiger Backstein- und Fachwerkbau unter vielgestaltiger Dachlandschaft in Doppelmuldenfalzziegeldeckung. In der Westfassade eine massive Utlucht mit Treppengiebel. Architekt: Dr. Krüger, Hannover. Erbaut 1913. Auf dem Grundstück befindet sich alter Baumbestand. | 31086165/1/-/ 31085090 31086165 | BW   |

## Beverbeck

### Einzeldenkmal in Beverbek
| Lage                                             | Bezeichnung              | Beschreibung | ID       | Bild |
| ------------------------------------------------ | ------------------------ | --- | -------- | ---- |
| Beverbecker Straße 3 53° 7′ 28″ N, 10° 25′ 15″ O | Stall                    | Zur Straße giebelständiges Fachwerkgebäude mit Backsteinausfachungen; unter Halbwalmdach. Mit zwei großen Durchfahrten. Errichtet als Hofschafstall in der Mitte des 19. Jahrhunderts. | 31085128 | BW   |
| Beverbecker Straße 4 53° 7′ 28″ N, 10° 25′ 21″ O | Heuerhaus                | Fachwerkgebäude unter ziegelgedecktem Halbwalmdach. Errichtet als Heuerhaus in der ersten Hälfte des 19. Jahrhunderts.                                                                 | 31085991 | BW   |
| Grünewalder Straße 1 53° 7′ 28″ N, 10° 25′ 24″ O | Wohn-/Wirtschaftsgebäude | Giebelständiger Vierständerbau in Fachwerk mit Backsteinausfachungen, unter Halbwalmdach in Ziegeldeckung. Errichtet 1825 (i).                                                         | 31085109 | BW   |

## Bornsen

### Gruppen baulicher Anlagen in Bornsen
| Lage                                          | Bezeichnung                                               | Beschreibung | ID       | Bild |
| --------------------------------------------- | --------------------------------------------------------- | --- | -------- | ---- |
| Am Kronsberg 4–12 53° 5′ 50″ N, 10° 26′ 31″ O | Hofanlage mit Baumbestand und feldsteingeplasterten Wegen | Die Hofanlage Am Kronsberg 4-12 besteht aus einem umgebauten Zweiständerbau der ersten Hälfte des 19., zwei Treppenspeichern des 18. Jahrhunderts und einer Scheune der Zeit um 1800. Die ausgedehnte Hoffläche ist von altem Baumbestand geprägt. | 31079683 | BW   |

### Einzeldenkmal in Bornsen
| Lage                                               | Bezeichnung               | Beschreibung | ID       | Bild |
| -------------------------------------------------- | ------------------------- | --- | -------- | ---- |
| Alte Dorfstraße 4 53° 5′ 42″ N, 10° 26′ 19″ O      | Speicher                  | Eineinhalbgeschossiges Fachwerkgebäude unter Satteldach in Ziegelpfannendeckung. Errichtet 1851 (i).                                                                           | 31085290 | BW   |
| Am Kronsberg 4, 6 53° 5′ 50″ N, 10° 26′ 32″ O      | Wohn-/ Wirtschaftsgebäude | Zweiständerbau unter Halbwalmdach in Pfannendeckung. Errichtet in der ersten Hälfte des 19. Jahrhunderts.                                                                      | 31085307 | BW   |
| Am Kronsberg 4, 6 53° 5′ 50″ N, 10° 26′ 30″ O      | Speicher                  | Anderthalbgeschossiger Wandständerbau unter Satteldach in Trapezblechdeckung. Verbohlt. Errichtet 1791 (i).                                                                    | 31086506 | BW   |
| Am Kronsberg 4, 6 53° 5′ 50″ N, 10° 26′ 34″ O      | Speicher                  | Anderthalbgeschossiger Wandständerbau unter Satteldach in Reetdeckung. Verbohlt. Errichtet 1754 (i).                                                                           | 31086411 | BW   |
| Am Kronsberg 8, 10, 12 53° 5′ 51″ N, 10° 26′ 30″ O | Scheune                   | Fachwerkbau mit Backsteinausfachung unter Voll- bzw. Halbwalmdach in Ziegelpfannendeckung. Eine außermittige Längsdurchfahrt. Errichtet um 1800. Heute umgenutzt als Wohnhaus. | 31086346 | BW   |

## Edendorf

### Einzeldenkmal in Edendorf
| Lage                                            | Bezeichnung                              | Beschreibung | ID                              | Bild |
| ----------------------------------------------- | ---------------------------------------- | --- | ------------------------------- | ---- |
| Edendorfer Straße 7 53° 8′ 19″ N, 10° 33′ 4″ O  | Arbeiterwohnhaus                         | Eingeschossiger traufständiger Backsteinbau unter ziegelgedecktem Satteldach, Halbwalm an der Giebelseite. Erbaut um 1900.                                                                  | 31085342                        | BW   |
| Edendorfer Straße 9 53° 8′ 19″ N, 10° 33′ 4″ O  | Arbeiterwohnhaus                         | Eingeschossiger traufständiger Backsteinbau unter ziegelgedecktem Satteldach. Erbaut um 1900.                                                                                               | 31085359                        | BW   |
| Edendorfer Straße 13 53° 8′ 20″ N, 10° 33′ 5″ O | Arbeiterwohnhaus                         | Eingeschossiger traufständiger Backsteinbau unter ziegelgedecktem Satteldach, Halbwalm an der Giebelseite. Erbaut um 1900.                                                                  | 31085394                        | BW   |
| Eickhof 1 53° 8′ 2″ N, 10° 33′ 55″ O            | Wohnhaus mit Einfriedung und Baumbestand | Massives Hallenhaus unter Halbwalmdach in Ziegelpfannendeckung. Erbaut 1855 (i), um 1920 zum reinen Wohnhaus umgebaut. Es ist eine historische Einfriedung und alter Baumbestand vorhanden. | 31086201/1/-/ 31085413 31086201 | BW   |
| Hufeisenstraße 1 53° 8′ 23″ N, 10° 33′ 15″ O    | Wohn-/ Wirtschaftsgebäude                | Zweiständerbau in Fachwerk mit Backsteinausfachung, unter Halbwalmdach in Ziegelpfannendeckung. Errichtet 1860 (i).                                                                         | 31085448                        | BW   |

## Grünewald

### Gruppe baulicher Anlagen in Grünewald
| Lage                                            | Bezeichnung                               | Beschreibung | ID       | Bild |
| ----------------------------------------------- | ----------------------------------------- | --- | -------- | ---- |
| Grünewalder Straße 38 53° 7′ 3″ N, 10° 26′ 6″ O | Hofanlage mit Einfriedung und Baumbestand | Die Hofanlage Grünewalder Straße 38 besteht aus einem Wohn-/Wirtschaftsgebäude, einer Scheune und einem Stall des 19. Jahrhunderts. Der Hof ist mit einer Mauer eingefriedet und mit alten Eichen besetzt. | 31079694 | BW   |

### Einzeldenkmale in Grünewald
| Lage                                            | Bezeichnung               | Beschreibung | ID       | Bild |
| ----------------------------------------------- | ------------------------- | --- | -------- | ---- |
| Grünewalder Straße 38 53° 7′ 2″ N, 10° 26′ 5″ O | Wohn-/ Wirtschaftsgebäude | Vierständerbau in Fachwerk mit Backsteinausfachung, unter ziegelgedecktem Halbwalmdach. Errichtet 1834 (i). Anbau eines Risalits mit Zwerchhaus 1902. | 31085500 | BW   |
| Grünewalder Straße 38 53° 7′ 2″ N, 10° 26′ 7″ O | Scheune                   | Fachwerkbau unter Halbwalmdach mit Hohlpfannen- und Asbestzementdeckung. Eine außermittige Längsdurchfahrt. Errichtet 1822 (i).                       | 31086362 | BW   |
| Grünewalder Straße 38 53° 7′ 3″ N, 10° 26′ 5″ O | Stall                     | Fachwerkbau unter ziegelgedecktem Halbwalmdach. Errichtet 1829 (i).                                                                                   | 31086427 | BW   |

## Grünhagen

### Gruppen baulicher Anlagen in Grünhagen
| Lage                                            | Bezeichnung                          | Beschreibung | ID       | Bild |
| ----------------------------------------------- | ------------------------------------ | --- | -------- | ---- |
| Am Walde 4 53° 9′ 6″ N, 10° 27′ 17″ O           | Ehemaliges Wohn-/ Wirtschaftsgebäude | Vierständerbau mit Backsteinausfachungen unter Halbwalmdach in Reetdeckung. Errichtet 1834 (i).                                                                              | 31085519 | BW   |
| Lüneburger Straße 2 53° 9′ 18″ N, 10° 27′ 26″ O | Ehemaliges Forsthaus                 | Zweigeschossiger, zum Teil verbretterter Fachwerkbau unter Krüppelwalmdach in Ziegelpfannendeckung. Errichtet in der Mitte des 18. Jahrhunderts am Grünhagener Forellenbach. | 31085537 | BW   |

## Hohenbostel

### Gruppen baulicher Anlagen in Hohenbostel
| Lage                                      | Bezeichnung                 | Beschreibung | ID       | Bild |
| ----------------------------------------- | --------------------------- | --- | -------- | ---- |
| Dorfstraße 16 53° 9′ 14″ N, 10° 28′ 43″ O | Hofanlage mit Feldsteinwall | Die Hofanlage Dorfstraße 16 wird von einer Feldsteinmauer umgeben. Das durch einen Eichenhain von der Dorfstraße abgesetzte Haupthaus, ein Vierständerbau von 1860, wird durch eine Scheune von 1829 und einen Stall aus der Mitte des 19. Jahrhunderts ergänzt. | 31079716 | BW   |

### Einzeldenkmal in Hohenbostel
| Lage                                      | Bezeichnung               | Beschreibung | ID       | Bild |
| ----------------------------------------- | ------------------------- | --- | -------- | ---- |
| Dorfstraße 16 53° 9′ 14″ N, 10° 28′ 43″ O | Wohn-/ Wirtschaftsgebäude | Vierständerbau in Fachwerk mit Backsteinausfachung, unter Halbwalmdach in Ziegelpfannendeckung. Errichtet 1860 (i).                                                                                         | 31085575 | BW   |
| Dorfstraße 16 53° 9′ 13″ N, 10° 28′ 42″ O | Scheune                   | Fachwerkbau mit einer seitlichen Längsdurchfahrt unter Halbwalmdach in Ziegeldeckung. Errichtet 1829 (i).                                                                                                   | 31086329 | BW   |
| Dorfstraße 16 53° 9′ 15″ N, 10° 28′ 41″ O | Stall                     | Fachwerkbau mit zwei außermittigen Längsdurchfahrten unter Halbwalmdach. Errichtet um 1850. | 31086394 | BW   |
| Dorfstraße 16 53° 9′ 15″ N, 10° 28′ 40″ O | Einfriedung               | Zu den beiden Straßen nach Westen und Süden ist die Hofanlage durch eine Feldstein-Trockenmauer eingefriedet.                                                                                               | 31086076 | BW   |
| Dorfstraße 19 53° 9′ 8″ N, 10° 28′ 42″ O  | Wohn-/ Wirtschaftsgebäude | Zum Dorfplatz des ehemaligen Rundlings giebelständiger Zweiständerbau in Fachwerk mit Backsteinausfachung; unter Halbwalmdach in Ziegelpfannendeckung. Errichtet 1558 (d), wesentliche Umbauphase 1817 (i). | 31085596 | BW   |

## Hohnstorf

### Einzeldenkmal in Hohnstorf
| Lage                                        | Bezeichnung               | Beschreibung | ID       | Bild |
| ------------------------------------------- | ------------------------- | --- | -------- | ---- |
| Ringstraße 13 53° 8′ 35″ N, 10° 32′ 5″ O    | Wohn-/ Wirtschaftsgebäude | Wirtschaftsteil Vierständerbau unter Halbwalmdach in Ziegelpfannendeckung. Errichtet 1863 (i). Quer davor gesetzter massiver Wohnteil mit Drempel in Backstein und Fachwerk. Mittig Fachwerkzwerchhaus. Erbaut 1908 (i).                                        | 31085630 | BW   |
| Zum Lietzberg 1 53° 8′ 38″ N, 10° 31′ 58″ O | Wohnteil                  | Quergestellter eingeschossiger massiver Wohnteil als Anbau an ein älteres Wohn-/Wirtschaftsgebäude. Mit zweigeschossigem Eingangsrisalit mit je drei Rundbogenöffnungen und -fenstern. Ziegelgedeckte Satteldächer. Erbaut 1899 (i). Ehemalige Hofstelle Nr. 7. | 31085647 | BW   |

## Rieste

### Einzeldenkmal in Rieste
| Lage                                          | Bezeichnung               | Beschreibung | ID       | Bild |
| --------------------------------------------- | ------------------------- | --- | -------- | ---- |
| Am Vogelberg 1 53° 6′ 28″ N, 10° 27′ 14″ O    | Wohn-/ Wirtschaftsgebäude | Zweiständerbau aus Fachwerk mit Backsteinausfachung; mit Vorschauer; unter Halbwalmdach mit Reetdeckung. Errichtet 1844 (i). | 31085681 | BW   |
| Riester Straße 23 53° 6′ 27″ N, 10° 27′ 25″ O | Wohnhaus                  | Eingeschossiger Backsteinbau unter ziegelgedecktem Halbwalmdach. An der Westseite dreiachsiger Mittelrisalit mit vorgelagerter Freitreppe. Obergeschoss in Fachwerk mit Backsteinausfachung. Zum Hof seitlicher Anbau. Erbaut 1925 (i). | 31085699 | BW   |

## Steddorf

### Einzeldenkmal in Steddorf
| Lage                                     | Bezeichnung | Beschreibung | ID       | Bild |
| ---------------------------------------- | ----------- | --- | -------- | ---- |
| Brunnenweg 2 53° 7′ 25″ N, 10° 28′ 25″ O | Wohnhaus    | Massives Wohn-/Wirtschaftsgebäude, dabei ein dem Wirtschaftsteil quer vorgelagerter Wohnteil mit Drempelgeschoss und Eingangsrisalit in Fachwerk mit Backsteinausfachung. Unter ziegelgedeckten Halbwalmdächern. Erbaut 1909 (i). Auf dem Grundstück befindet sich auch alter Baumbestand. | 31085716 | BW   |
| Brunnenweg 2 53° 7′ 25″ N, 10° 28′ 25″ O | Speicher    | Eineinhalbgeschossiger Wandständerbau unter Satteldach in Ziegelpfannendeckung. Errichtet 1825 (i). | 31085735 | BW   |

## Varendorf

### Gruppen baulicher Anlagen in Varendorf
| Lage                              | Bezeichnung                 | Beschreibung                                                                                        | ID       | Bild |
| --------------------------------- | --------------------------- | --------------------------------------------------------------------------------------------------- | -------- | ---- |
| Nr. 2 53° 5′ 36″ N, 10° 27′ 35″ O | Schafställe Oldendorfer Weg | Am Oldendorfer Weg, südwestlich des Dorfes Varendorf, liegen zwei Schafställe des 19. Jahrhunderts. | 31079727 | BW   |

### Einzeldenkmal in Varendorf
| Lage                                                 | Bezeichnung               | Beschreibung | ID       | Bild |
| ---------------------------------------------------- | ------------------------- | --- | -------- | ---- |
| Oldendorfer Weg 2, 4, 6 53° 5′ 51″ N, 10° 27′ 56″ O  | Scheune                   | Fachwerkgebäude unter Halbwalmdach in Blechdeckung. Eine außermittige Längseinfahrt. Errichtet 1851 (i). Ehemalige Hofstelle Nr. 3.                                                                  | 31085812 | BW   |
| Oldendorfer Weg 53° 5′ 35″ N, 10° 27′ 34″ O          | Schafstall                | Fachwerkbau unter reetgedecktem Halbwalmdach. Errichtet in der zweiten Hälfte des 19. Jahrhunderts.                                                                                                  | 49607965 | BW   |
| Oldendorfer Weg 53° 5′ 35″ N, 10° 27′ 34″ O          | Schafstall                | Fachwerkbau unter reetgedecktem Halbwalmdach. Errichtet in der zweiten Hälfte des 19. Jahrhunderts.                                                                                                  | 31085773 | BW   |
| Varendorfer Straße 19 53° 5′ 51″ N, 10° 28′ 1″ O     | Wohn-/ Wirtschaftsgebäude | Eingeschossiger traufständiger Backsteinbau mit Zwerchhaus unter Satteldach in Ziegeldeckung. Eingang im baulich hervorgehobenen Risalit der Südfassade. Erbaut 1898 (i). Ehemalige Hofstelle Nr. 6. | 31085883 | BW   |
| Varendorfer Straße 24 53° 5′ 47″ N, 10° 28′ 1″ O     | Wohnhaus                  | Vierständerbau in Fachwerk mit Backsteinausfachung, unter Halbwalmdach in Ziegelpfannendeckung. Errichtet als Altenteiler oder Heuerhaus 1823 (i). Ehemalige Hofstelle Nr. 2.                        | 31085794 | BW   |
| Varendorfer Straße 23, 25 53° 5′ 48″ N, 10° 28′ 4″ O | Wohn-/ Wirtschaftsgebäude | Massives Wohn-/Wirtschaftsgebäude unter ziegelgedecktem Halbwalmdach. Nach Westen zweigeschossiger Eingangsrisalit. Längs- und Quereinfahrt. Eindrucksvolle Innenausstattung. Errichtet 1891 (i).    | 31085830 | BW   |

## Wichmannsburg

### Einzeldenkmal in Wichmannsburg
| Lage                                         | Bezeichnung                                 | Beschreibung | ID       | Bild           |
| -------------------------------------------- | ------------------------------------------- | --- | -------- | -------------- |
| Billungstraße 29 53° 8′ 10″ N, 10° 30′ 25″ O | St.-Georgs-Kirche mit Kirchhof und Ehrenmal | Die Kirche steht auf einem Hügel umgeben von dem Kirchhof. Der Kirchhof ist mit einer Feldsteinmauer abgegrenzt. Im Ursprung ist die Kirche aus romanischer Zeit, allerdings ist die Südseite der Kirche im gotischen Stil mit Ziegeln gemauert. Der Westturm wurde 1780 hinzugefügt, er wurde aus Fachwerk errichtet. Im Inneren befindet sich das Wichmannsburger Retabel im Stil der Spätgotik, welches um 1515 bis 1520 erstellt wurde. Es ist eine Arbeit aus Braunschweig, er stammt ursprünglich aus dem Kloster Medingen. Die Glocke wurde im Jahr 1512 von Hinrick van Kampen gegossen. | 31085900 |                |
| Billungstraße 29 53° 8′ 10″ N, 10° 30′ 25″ O | Kirchhof                                    | Der Kirchhof ist mit einer Feldsteinmauer eingefriedet und mit Grabsteinen besetzt. Auf der Südseite der Kirche befindet sich ein Gefallenendenkmal. | 31086042 | BW             |
| Billungstraße 33 53° 8′ 7″ N, 10° 30′ 28″ O  | Pfarrhaus                                   | Das Pfarrhaus Wichmannsburg wurde 1808 errichtet und gilt als frühes und wichtiges Beispiel eines ausschließlich zu Wohnzwecken genutzten Pfarrhauses. | 31085920 | Weitere Bilder |
| Billungstraße 38 53° 8′ 6″ N, 10° 30′ 27″ O  | Wohn-/ Wirtschaftsgebäude                   | Zweiständerbau mit Vorschauer unter Halbwalmdach in Ziegelpfannendeckung. Wohngiebel massiv. Zweigeschossiger Eingangsbau in Fachwerk unter ziegelgedecktem Krüppelwalmdach. Errichtet 1838 (i). | 31085939 | BW             |
| Sandberg 1 53° 8′ 7″ N, 10° 30′ 42″ O        | Wohnhaus                                    | Das Haus wurde in der Mitte des 19. Jahrhunderts erbaut. Es ist ein eingeschossiges Fachwerkhaus mit einem Krüppelwalmdach. Die Fassade hat sieben Achsen, in der Mitte befindet sich der Eingang. | 31085957 | BW             |

## Wulfstorf

### Einzeldenkmal in Wulfstorf
| Lage                                            | Bezeichnung | Beschreibung | ID       | Bild |
| ----------------------------------------------- | ----------- | --- | -------- | ---- |
| Vastorfer Straße 2 53° 10′ 44″ N, 10° 31′ 14″ O | Backhaus    | Anderthalbgeschossiger Wandständerbau unter Satteldach in Ziegelpfannendeckung. Am Westgiebel Backofen aus Feldsteinen angesetzt. Errichtet 1744 (i). | 31085974 | BW   |

## Ehemalige Baudenkmale
| Lage                                                                   | Bezeichnung                                                                  | Beschreibung | ID | Bild |
| ---------------------------------------------------------------------- | ---------------------------------------------------------------------------- | ------------ | -- | --- |
| Bienenbüttel Uelzener Straße 15 53° 8′ 23″ N, 10° 29′ 34″ O            | Wohnwirtschaftsgebäude                                                       |              |    | [[Vorlage:Bilderwunsch/code!/C:53.139779,10.49272!/D:Bienenbüttel Uelzener Straße 15, Wohnwirtschaftsgebäude!/\|BW]]                                                    |
| Beverbecker Straße 6, Grünewalder Straße 1 53° 7′ 28″ N, 10° 25′ 20″ O | Hofanlage                                                                    |              |    | [[Vorlage:Bilderwunsch/code!/C:53.124352,10.422196!/D:Beverbecker Straße 6, Grünewalder Straße 1, Hofanlage!/\|BW]]                                                     |
| Bornsen Am Rieselberg 53° 5′ 45″ N, 10° 25′ 32″ O                      | Außenschafstall                                                              |              |    | [[Vorlage:Bilderwunsch/code!/C:53.095832,10.425627!/D:Bornsen Am Rieselberg, Außenschafstall!/\|BW]]                                                                    |
| Edendorf Grüner Jäger 3 53° 8′ 18″ N, 10° 33′ 9″ O                     | Landarbeiterhaus                                                             |              |    | [[Vorlage:Bilderwunsch/code!/C:53.138231,10.552452!/D:Edendorf Grüner Jäger 3, Landarbeiterhaus!/\|BW]]                                                                 |
| Eitzen Barnstedter Straße 4 53° 8′ 12″ N, 10° 25′ 52″ O                | Wohnwirtschaftsgebäude mit Feldsteinpflasterung und Eiche an der Hofeinfahrt |              |    | [[Vorlage:Bilderwunsch/code!/C:53.136582,10.431219!/D:Eitzen Barnstedter Straße 4, Wohnwirtschaftsgebäude mit Feldsteinpflasterung und Eiche an der Hofeinfahrt!/\|BW]] |
| Eitzen Eitzener Hauptstraße 2 53° 8′ 8″ N, 10° 25′ 54″ O               | Wohnhaus                                                                     |              |    | [[Vorlage:Bilderwunsch/code!/C:53.135449,10.431669!/D:Eitzen Eitzener Hauptstraße 2, Wohnhaus!/\|BW]]                                                                   |
| Hohenbostel Dorfstraße 13 53° 9′ 11″ N, 10° 28′ 47″ O                  | Hofanlage, mit Baumbestand                                                   |              |    | [[Vorlage:Bilderwunsch/code!/C:53.152926,10.479584!/D:Hohenbostel Dorfstraße 13, Hofanlage, mit Baumbestand!/\|BW]]                                                     |
| Hohenbostel Nachtigallenweg 5 53° 9′ 3″ N, 10° 28′ 45″ O               | Ehemaliges Wohnwirtschaftsgebäude                                            |              |    | [[Vorlage:Bilderwunsch/code!/C:53.150717,10.479105!/D:Hohenbostel Nachtigallenweg 5, Ehemaliges Wohnwirtschaftsgebäude!/\|BW]]                                          |
| Hohnstorf Zum Lietzberg 13 53° 7′ 56″ N, 10° 31′ 28″ O                 | Wohnwirtschaftsgebäude                                                       |              |    | [[Vorlage:Bilderwunsch/code!/C:53.132278,10.524457!/D:Hohnstorf Zum Lietzberg 13, Wohnwirtschaftsgebäude!/\|BW]]                                                        |
| Steddorf Steddorfer Straße 23 53° 8′ 9″ N, 10° 29′ 5″ O                | Wohnwirtschaftsgebäude mit Baumbestand                                       |              |    | [[Vorlage:Bilderwunsch/code!/C:53.135737580521,10.484644854575!/D:Steddorf Steddorfer Straße 23, Wohnwirtschaftsgebäude mit Baumbestand!/\|BW]]                         |